# 鹿草
鹿草（学名：Stemmacantha carthamoides），（別稱：圓葉），为菊科漏芦属下的一个种。